# Melica argyrea
Melica argyrea är en gräsart som beskrevs av Eduard Hackel. Melica argyrea ingår i släktet slokar, och familjen gräs. Inga underarter finns listade i Catalogue of Life.